# Kristin Hakonardottir
Kristin Hakonardottir es una deportista islandesa que compitió en natación adaptada. Ganó doce medallas en los Juegos Paralímpicos de Verano entre los años 1992 y 2004.

## Palmarés internacional
| Juegos Paralímpicos | Juegos Paralímpicos      | Juegos Paralímpicos | Juegos Paralímpicos |
| Año                 | Lugar                    | Medalla             | Prueba              |
| ------------------- | ------------------------ | ------------------- | ------------------- |
| 1992                | Barcelona (España)       | Medalla de plata    | 200 m estilos SM8   |
| 1992                | Barcelona (España)       | Medalla de bronce   | 100 m espalda S8    |
| 1996                | Atlanta (Estados Unidos) | Medalla de oro      | 100 m braza SB7     |
| 1996                | Atlanta (Estados Unidos) | Medalla de oro      | 100 m espalda S7    |
| 1996                | Atlanta (Estados Unidos) | Medalla de oro      | 200 m estilos SM7   |
| 1996                | Atlanta (Estados Unidos) | Medalla de bronce   | 100 m libre S7      |
| 2000                | Sídney (Australia)       | Medalla de oro      | 100 m braza SB7     |
| 2000                | Sídney (Australia)       | Medalla de oro      | 100 m espalda S7    |
| 2000                | Sídney (Australia)       | Medalla de bronce   | 100 m libre S7      |
| 2000                | Sídney (Australia)       | Medalla de bronce   | 200 m estilos SM7   |
| 2004                | Atenas (Grecia)          | Medalla de oro      | 100 m espalda S7    |
| 2004                | Atenas (Grecia)          | Medalla de plata    | 100 m braza SB7     |